# Quichotte

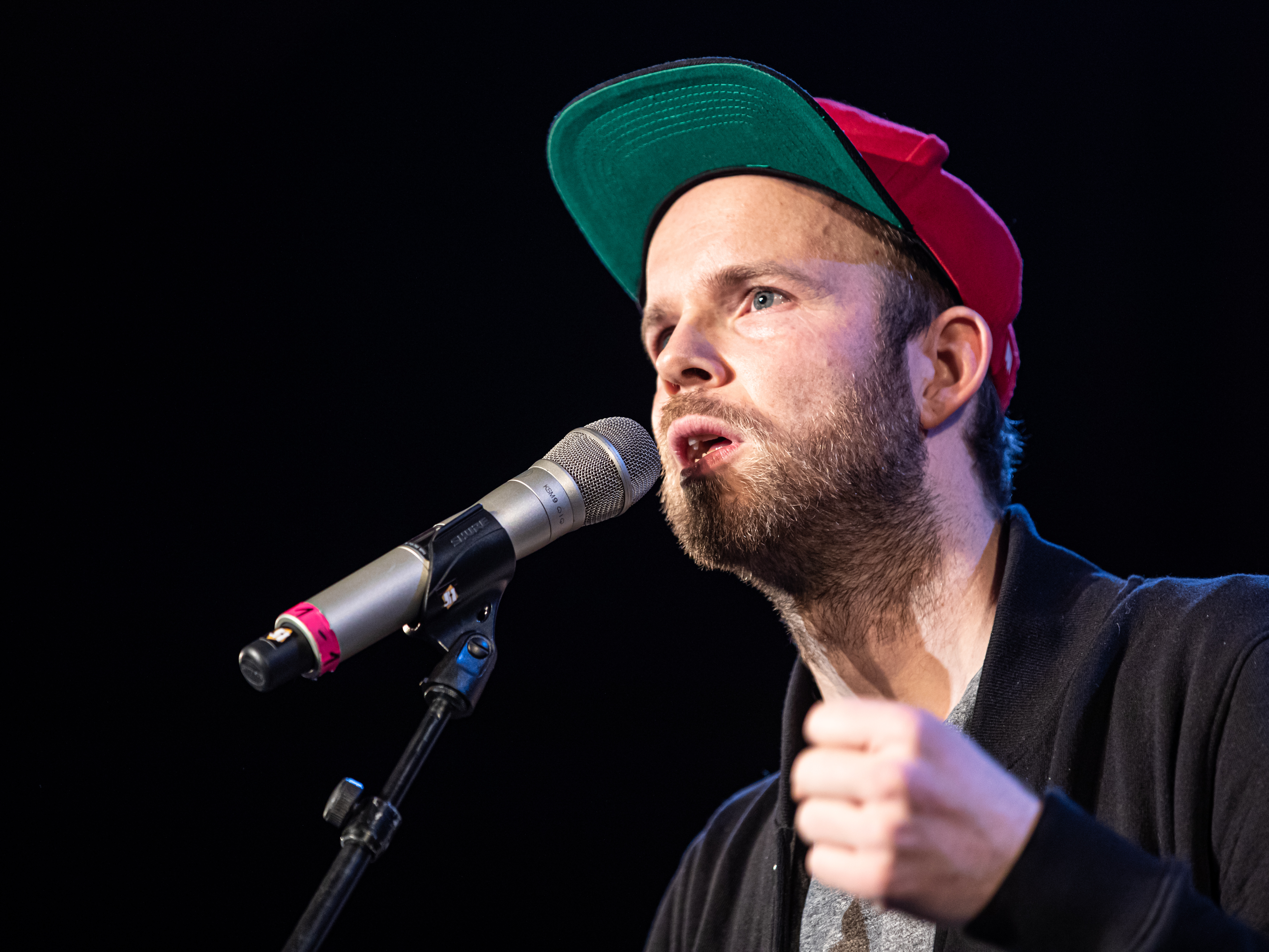
Quichotte auf der Kulturbörse Freiburg 2019

Quichotte (* 1983 in Köln als Jonas Klee) ist ein deutscher Slam-Poet, Autor, Stand-up-Comedian und Rapper.

## Leben
Seine Kindheit verbrachte Klee im Lindlarer Ortsteil Roderwiese. Er ist, seit er 15 ist, unter dem Künstlernamen „Quichotte“ aktiv. Beim Poetry-Slam feierte er diverse Erfolge, unter anderem gewann er 2010 und 2011 den Rap-Slam im Rahmen der deutschsprachigen Slam-Meisterschaften, 2011 erreichte er das Finale beim NRW Slam in Köln. Gemeinsam mit Patrick Salmen veröffentlichte Quichotte bislang sechs Rätselbücher, in denen sie beispielsweise in lyrischen Geschichten den Namen einer Stadt suchen. 2017 nahm ihn Rowohlt unter Vertrag. Quichotte ist auch als Rap-Musiker tätig. Er ist seit 2005 Frontmann der fünfköpfigen Blues-Rap-Band Querfälltein. Als Der Schreiner und der Dachdecker nahm er im Duo mit Patrick Salmen zwei Rap-CDs auf und ging mit einem gemeinsam Programm auf Deutschlandtour. Er tritt auch auf Stand-up-Bühnen auf.

## Auszeichnungen
- 2012: Nightwash, Talent Award
- 2016: Obernburger Mühlstein, Jury- & Publikumspreis
- 2018: Bielefelder Kabarettpreis, 2. Platz
- 2018: Karster Stern, Publikumspreis für Nachwuchskünstler des F3k[5]
- 2018: Goldene Weißwurscht, Jury- und Publikumspreis
- 2018: Herborner Schlumpeweck, Jurypreis
- 2019: St. Ingberter Pfanne, Publikumspreis
- 2021: Deutscher Kabarettpreis, Förderpreis
- 2024: Lorscher Abt, 2. Platz[6]
- 2025: Münsterländer Kabarettpreis „KIEP“ (Publikumspreis)[7]

## Veröffentlichungen

### Musik
als Quichotte:
- Der Schöne Und Die Beats. Eigenproduktion, 2009.
- Kassette. Stück auf dem Mixtape Zurück in die Zukunft von Tami, 2014.[8]
- Knoten. Stück auf dem Album Habakuk von Tami, 2016.
- Geld. EP, Lektora-Verlag, 2018.

mit querfälltein:
- Greatest Hits. Querfälltein Productions, 2007.
- Alles nur Spaß. Querfälltein Productions, 2009.
- Rap’n'Roll. Soulplex Records, 2012.

als "Der Schreiner und der Dachdecker" (mit Patrick Salmen):
- Ehrliches Handwerk. Lektora-Verlag, 2014, ISBN 978-3-95461-055-6.
- The Last Walz. Lektora-Verlag, 2015, ISBN 978-3-95461-054-9.